# Vessel (musicista)
Vessel, pseudonimo di Sebastian Gainsborough (Bristol, ...), è un musicista, compositore e produttore discografico britannico.

## Carriera
Sebastian Gainsborough ha iniziato la sua carriera come produttore di musica elettronica sperimentale, utilizzando inizialmente vari pseudonimi (DJ Ape, Panther Modern, Rei) o come componente di gruppi (Asda, Killing Sound). Ha fatto parte del collettivo Young Echo, con sede a Bristol, composto da undici persone tra cantanti e producer.
Nel 2010, con il nome di Vessel, pubblica il suo primo extended play VeElSkSiEdL, in collaborazione con El Kid, per l'etichetta Astro:Dynamics. Tra il 2011 e il 2013 escono altri quattro EP, l'ultimo dei quali, Misery Is a Communicable Disease, per l'etichetta Liberation Technologies, una sussidiaria della Mute Records.
Nello stesso periodo inizia la collaborazione con la casa discografica Tri Angle, con la quale pubblica il primo album in studio, Order of Noise, il 24 settembre 2012. Il secondo album, Punish, Honey, uscito il 12 settembre 2014, ottiene un buon successo di critica.
Il 9 novembre 2018 esce il terzo album Queen of Golden Dogs, che viene inserito da più riviste specializzate tra i migliori album del 2018.

## Discografia

### Album in studio
- 2012 – Order of Noise
- 2014 – Punish, Honey
- 2018 – Queen of Golden Dogs

### EP
- 2011 – VeElSkSiEdL (con El Kid)
- 2011 – Wax Dance
- 2011 – Nylon Sunset
- 2012 – Standard
- 2013 – Misery Is a Communicable Disease
- 2016 – Transition (con Immix Ensemble)
- 2020 – Passion

### Singoli
- 2014 – Red Sex
- 2018 – Argo (For Maggie)
- 2018 – Paplu (Love That Moves the Sun)